# Teritoriul Britanic din Oceanul Indian
Teritoriul Britanic din Oceanul Indian (în engleză British Indian Ocean Territory, acronim BIOT) este un teritoriu britanic de peste mări, situat în Oceanul Indian. Este alcătuit din Arhipelagul Chagos. Pe Diego Garcia, cea mai mare insulă a arhipelagului, este amplasată o bază militară comună a Marii Britanii și SUA.

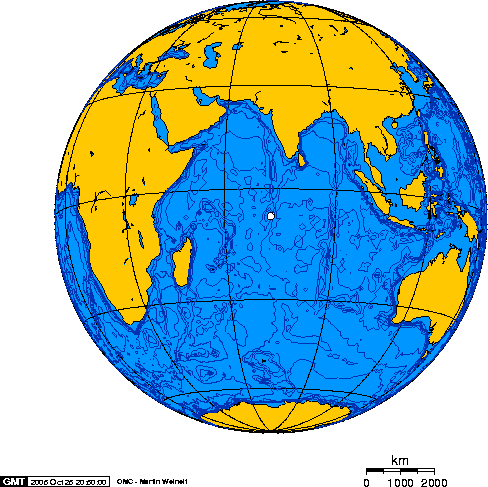
Amplasarea pe glob